# De minimis
De minimis is een Latijnse uitdrukking die in het recht gebruikt wordt en uit het klassieke Romeinse recht afkomstig is. Daarmee wordt in geschillen in het civiel recht gedoeld op (al dan niet vermeende) kleinigheden. In het Romeinse recht gold de rechtsspreuk de minimis non curat praetor: de praetor houdt zich niet bezig met kleinigheden, of triviale zaken.
Indien in een civiel geschil de rechter het standpunt van een gedaagde partij honoreert dat de eiser zich schuldig maakt aan procederen over een kleinigheid, betekent dit nog niet dat diens eis zonder meer zou dienen te worden afgewezen.
Een mogelijke uitkomst is wel dat de rechter het ontbreken van een redelijk belang of misbruik van recht of overschrijding van bevoegdheid constateert en daarom de eis afwijst. Daarmee wordt gegrepen naar het leerstuk in het civiele recht waarin iemand een recht of bevoegdheid gebruikt op een manier waardoor deze toch onrechtmatig wordt. Bijvoorbeeld  als een recht enkel ingeroepen blijkt te worden om een ander zonder enige redelijke grond dwars te zitten (bijvoorbeeld bij burenruzies).
Een andere mogelijke uitkomst is echter ook dat de eis toch geheel of gedeeltelijk zal worden toegewezen, echter onder veroordeling van de eiser in de kosten van het proces wegens temere litigare ofwel lichtvaardig procederen.
Vaak gaat het in geschillen waarbij de gedaagde het de-minimis-beginsel aanroept echter om rechtsvragen waarbij deze de onderhavige kwestie als een pietluttigheid wenst te bagatelliseren en de eiser als een onvoldoende serieus te nemen aansteller of querulant wenst af te schilderen. Ondertussen kan het zijn dat de eiser wel degelijk oprecht en mogelijk op zeer goede gronden toch zwaarder aan de zaak tilt. Dit bijvoorbeeld wegens de principiële aspecten of facetten die deze onderkend wenst te zien, bijvoorbeeld de wens te worden erkend als eigenaar van een zaak of als maker van een auteursrechtelijk beschermd werk, en/of wegens het gevaar van een ongewenste navolging van de gedraging van de gedaagde (precedentwerking).
Dat is veelvuldig aan de orde bij afbakeningskwesties inzake eigendom en inbreuken op een octrooi of auteursrecht. Het kan gaan om overgeschreven passages in boeken (plagiaat) of het gebruik van een geluidssample in muziek, waarmee wegens de verschuldigde vergoeding uiteindelijke grote bedragen kunnen zijn gemoeid. Een bekend voorbeeld in de popmuziek is het gebruik van een fragment uit een nummer van The Rolling Stones in het nummer Bitter Sweet Symphony van The Verve. Dat nummer bevatte een sample van de orkestversie van het nummer The Last Time van The Rolling Stones. Aanvankelijk was dit met goedkeuring van de Stones zelf, maar toen het nummer uitkwam vond Allen Klein (die de rechten van dat nummer bezit) dat de sample er te dik bovenop lag, en klaagde die The Verve aan. De rechten werden toegewezen aan zijn ABKCO Music, die een aantal licenties van The Rolling Stones beheert.
In de Europese regelgeving omtrent staatssteun is de de-minimisregel vastgesteld om geringe steunbedragen van de aanmeldingsverplichting vrij te stellen. Steun die lager is dan de in deze regel vastgestelde drempel wordt geacht niet onder het toepassingsgebied van artikel 107, lid 1, Verdrag betreffende de werking van de Europese Unie (VWEU) te vallen en behoeft daarom niet te worden aangemeld overeenkomstig artikel 108, lid 3, VWEU.
Een standaard-tegenwerping in verband met ongewenste extreme gevolgen op het inroepen van de de-minimis-regel is het spreekwoord "een klein lek kan een groot schip doen zinken".